# كولمان جاكوبي
كولمان جاكوبي (بالإنجليزية: Coleman Jacoby)‏ (16 أبريل 1915 - 20 أكتوبر 2010) هو كاتب سيناريو أمريكي، ولد في بيتسبرغ في  الولايات المتحدة،

## الوفاة
توفي في 20 أكتوبر 2010 في إيست ميدو في الولايات المتحدة بسبب سرطان البنكرياس.

## وصلات خارجية
- كولمان جاكوبي على موقع IMDb (الإنجليزية)
- كولمان جاكوبي على موقع أول موفي (الإنجليزية)
- كولمان جاكوبي على موقع قاعدة بيانات برودواي على الإنترنت (الإنجليزية)
- كولمان جاكوبي على موقع قاعدة بيانات الفيلم (الإنجليزية)
- كولمان جاكوبي على موقع كينوبويسك (الروسية)